# Stefan Gritsch

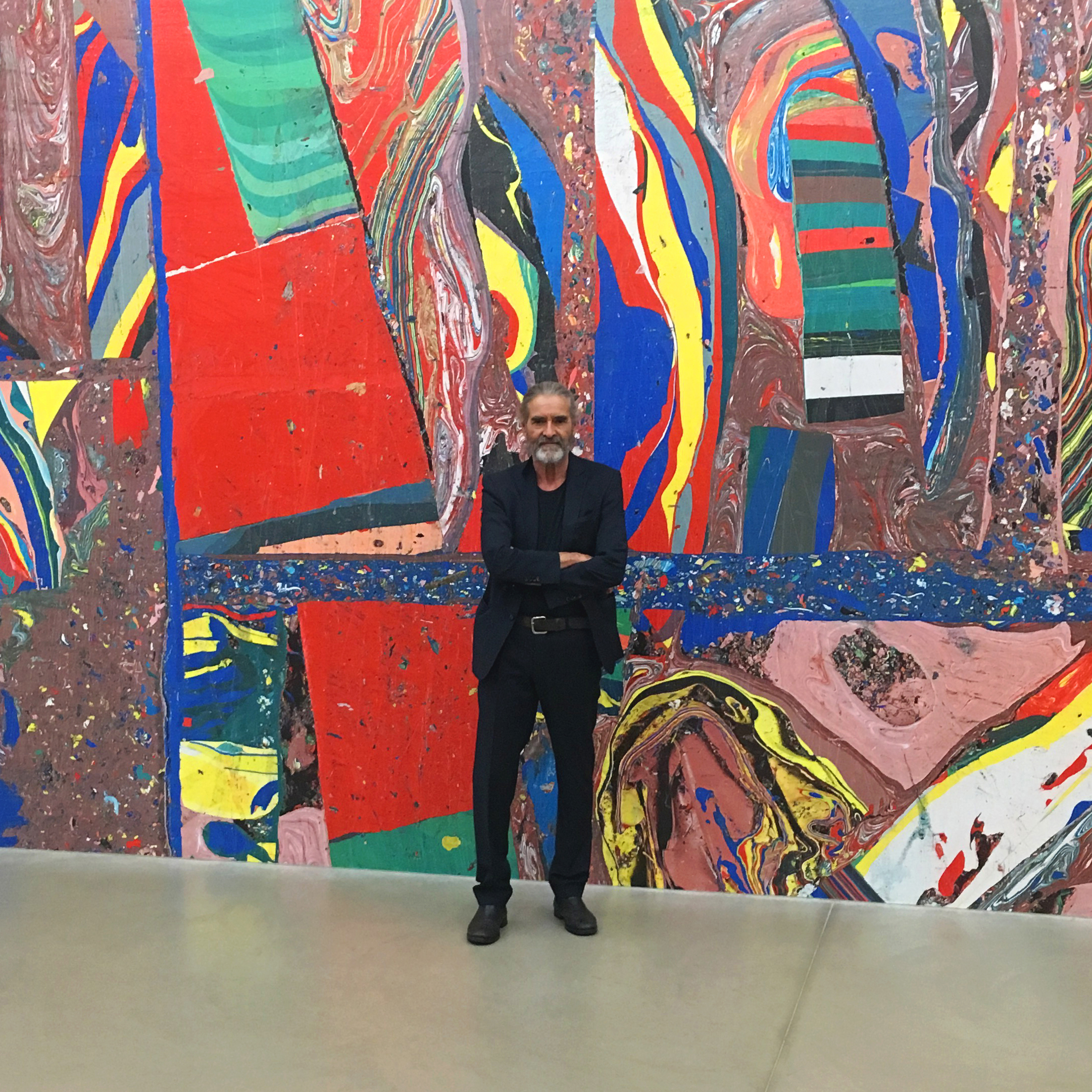
Stefan Gritsch in seiner Ausstellung BONES N’ ROSES im Aargauer Kunsthaus 2019.

Stefan Gritsch (* 1951 in Bern) ist ein Schweizer Künstler. Er lebt und arbeitet in Lenzburg und Luzern.

## Leben und Wirken
Stefan Gritsch besuchte von 1973 bis 1976 die Kunstgewerbeschule in Luzern. Es folgte eine Assistenz an der ETH Zürich in der Abteilung Architektur bei Peter Jenny (1985–1986). Von 1986 bis 2017 war er Professor für Malerei und Zeichnung an der Hochschule Luzern Design & Kunst. Er war zudem Wissenschaftlicher Mitarbeiter ETH Zürich in der Abteilung Architektur (2007–2008).
Als Gastdozent lehrte er außerdem im Jahr 2008 an der Hochschule der Künste Bern (Abteilung Kunst) sowie im Jahr 2009 an der Freien Kunstakademie Den Haag.

## Werke in öffentlichen Sammlungen und Institutionen
- Aargauer Kunsthaus, Aarau
- Graphische Sammlung ETH Zürich, Zürich
- Kunstmuseum Luzern, Luzern
- Kunst(Zeug)Haus, Rapperswil-Jona
- Bündner Kunstmuseum, Chur
- Museum Abteiberg, Mönchengladbach
- Museum Kolumba, Köln
- Philadelphia Museum of Art, Philadelphia
- Espace de l' Art Concret. Centre d’art contemporain, Mouans-Sartoux
- Kunstmuseum Winterthur, Winterthur

## Publikationen
- Bilder 1983–1987, Publikation zur Ausstellung im Museum zu Allerheiligen, Schaffhausen, mit einem Text von Beat Wismer, 1987
- Publikation zur Ausstellung im Aargauer Kunsthaus Aarau, mit Texten von Beat Wismer und Markus Brüderlein, 1990
- Publikation zur Ausstellung im Centre PasquART, Biel/Bienne, mit Texten von Claude Ritschard und Hans Rudolf Reust, 1992
- 'Stefan Gritsch - Werke 1992-1994' im Aargauer Kunsthaus Aarau, mit Texten von Beat Wismer und Renate Puvogel, 1994
- Publikation zur Ausstellung im Museum Abteiberg, Mönchengladbach, mit einem Text von Hannelore Kersting, 1995,  ISBN 3-924039-33-X
- Grüne Erde gebrannt, Publikation zur Ausstellung im Helmhaus, Zürich, mit einem Text von Marie-Louise Lienhard, 1996, ISBN 3-906396-35-5
- Acrylfarbe/Just Paint, Hrsg.: Flurina & Gianni Paravicini, Text: Max Wechsler, Edizioni Periferia Poschiavo/Luzern, 1998, ISBN 3-9520474-5-7
- Nur Farbe, Publikation zu den Ausstellungen in der Fuhrwerkswaage, Köln und in der Kunsthalle Winterthur, Text: Beat Wismer, 2000, ISBN 3-930636-40-9
- Daylight, mit Texten von Sybille Omlin und Stefan Gritsch, Editioni Periferia, Poschiavo/Luzern, 2004, ISBN 3-907474-11-2
- Acrylfarbvolumina: Acrylfarbe als plastisches Material, mit Texten von Max Wechsler und Stefan Gritsch, Labor Material, Licht & Wahrnehmung, Institut Relais, Hochschule für Gestaltung und Kunst Luzern,  2005, ISBN 978-3-907474-52-5
- MIRROR, Publikation zur Ausstellung MIRROR in der Graphischen Sammlung der ETH Zürich, 2008, ISBN 978-3-907474-52-5
- Stillnow, mit Texten von Mirjam de Winter und Stefan Gritsch. Ein Schnitt in die Farbhaut oder das aufgeschobene Bild, erschienen anlässlich der Ausstellung In Between, akkuH Hengelo, Herausgeber: akkuHengelo und Phoebus Rotterdam, 2010, ISBN 978-90-815041-2-6
- Trophies, Editioni Periferia Poschiavo/Luzern, 2014, ISBN 978-3-906016-39-9
- Body of Memory, Editioni Periferia Poschiavo/Luzern, 2016, ISBN 978-3-906016-58-0
- Bones n'Roses, Aargauer Kunsthaus und Edizioni Periferia, 2019, ISBN 978-3-906016-90-0
- Portrait of an Animal, Editioni Periferia, 2023, ISBN 978-3-907205-41-9

## Auszeichnungen (Auswahl)
- Verschiedene Auszeichnungen des Kuratoriums Kanton Aargau
- 1988 & 1989: Eidgenössische Stipendien (heute Swiss Art Award)
- 1990: Vilan Preis (heute Manor-Award)[2]
- 2006: Aufenthaltsstipendium Berlin der Stiftung Landis & Gyr, Zug[3]
- 2016: Kunstpreis der Zentralschweizer Kantone[4]
- 2021 Aufenthaltsstipendium London der Stiftung Landis & Gyr, Zug

## Ausstellungen (Auswahl)
- 1987: Museum zu Allerheiligen, Kunstverein Schaffhausen
- 1990: Aargauer Kunsthaus, Aarau
- 1992: Kunsthaus Pasquart/Centre PasquArt, Kunstverein Biel[5]
- 1994: Neue Werke, Kunsthaus Aarau, Aarau[5]
- 1995: Museum Abteiberg, Mönchengladbach
- 1996: Grüne Erde gebrannt. Burnt Green Earth.Terre verte br.l.e. Terra verde tostada, Helmhaus, Zürich
- 2000: Aquarelle und Acrylfarben, Graphische Sammlung ETH Zürich[6]
- 2000: Nur Farbe, Kunstraum Fuhrwerkswaage, Köln[7]
- 2000: Nur Farbe, Kunsthalle Winterthur[8]
- 2004: Museum im Bellpark, Kriens[5]
- 2006: Kunstverein Aichach
- 2006: Museum Katharinenhof, Kranenburg
- 2008: Kunst(zeug)haus, Rapperswil-Jona[5]
- 2008: Mirror, Graphische Sammlung ETH Zürich[6]
- 2014: In Between, AkkuH, Aktuelle Kunst, Hengelo[5]
- 2019: Bones n’Roses, Aargauer Kunsthaus, Aarau[9]